# Confine tra India e Pakistan
Il confine tra India e Pakistan, conosciuto localmente come il confine internazionale (IB), è il confine tra il Pakistan e l'India. Il confine va dalla linea di controllo a nord (che separa la parte del Kashmir amministrata dall'India da quella amministrata dal Pakistan), a Sir Creek a sud dove separa lo stato indiano del Gujarat e la provincia del Sindh del Pakistan.

## Caratteristiche

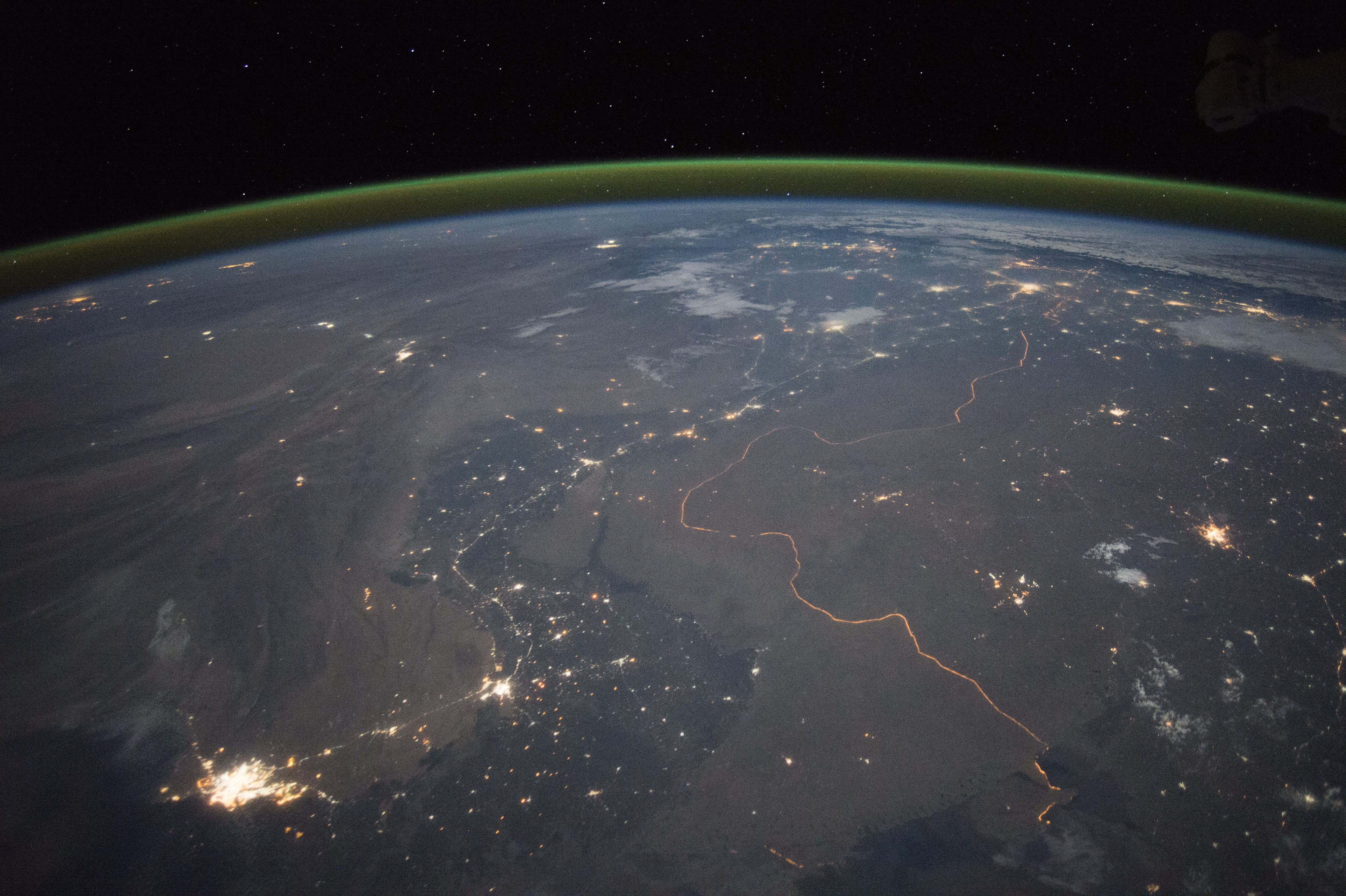
Il confine visto dallo spazio di notte

Disegnato e creato sulla base della linea Radcliffe nel 1947, il confine, che divide il Pakistan e l'India e attraversa diversi terreni che vanno da aree urbane principali a deserti inospitali. Dall'indipendenza dell'India e del Pakistan (vedi India britannica), il confine è stato luogo di numerosi conflitti e guerre ed è uno dei confini più contesi al mondo. La lunghezza totale del confine è 2 065 mi (3 323 km) secondo i dati forniti dal PBS. Si tratta anche di uno dei confini più pericolosi al mondo, secondo un articolo scritto su Foreign Policy nel 2011. Può essere visto dallo spazio di notte grazie ai 150.000 fari installati dall'India su circa 50.000 pali.